# Independência da Islândia

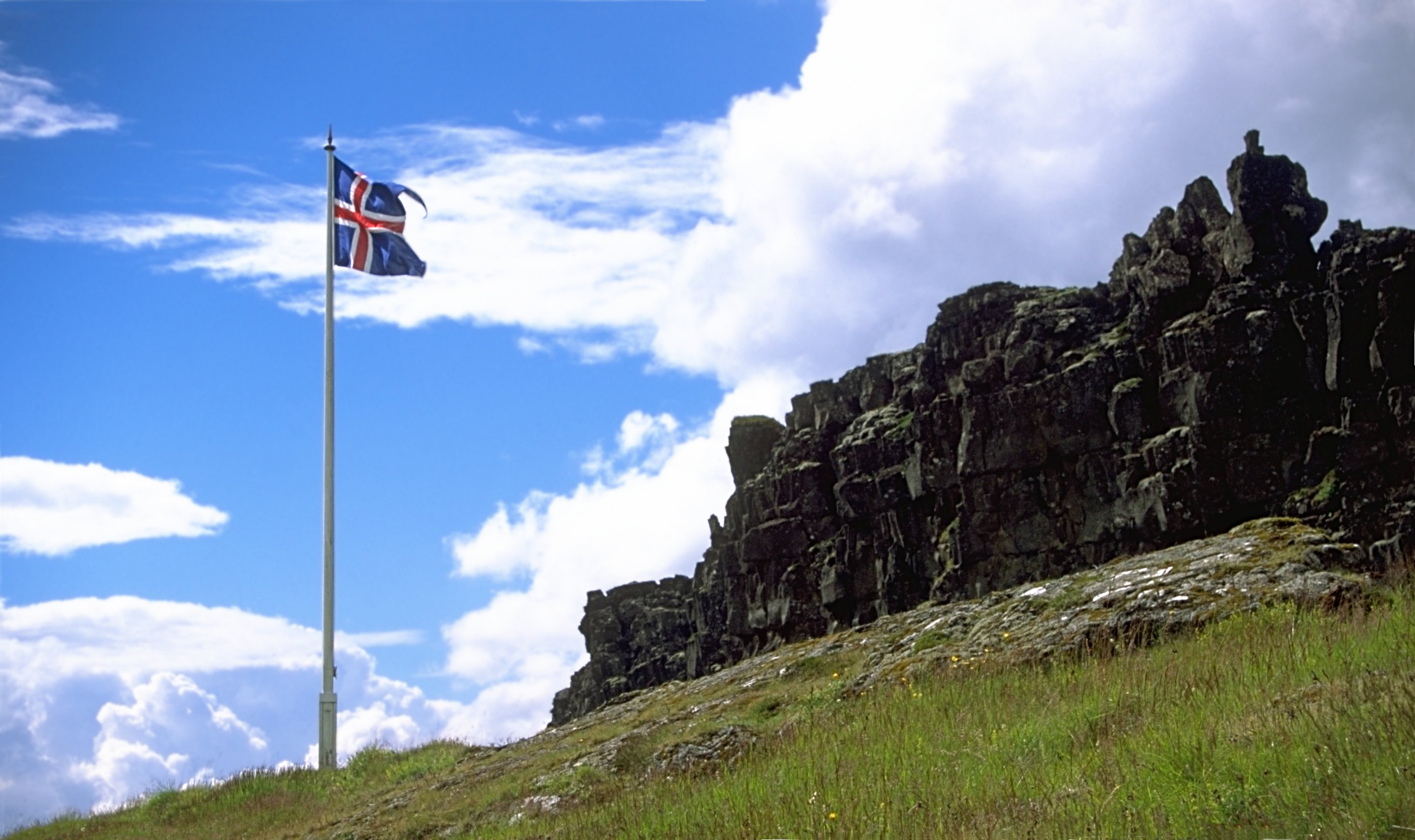
Bandeira da Islândia em Thingvellir.

O Movimento de independência da Islândia (em islandês Sjálfstæðisbarátta Íslendinga) foi um esforço coletivo feito pelos islandeses para conquistar a independência do Reino da Dinamarca através do século XIX e XX. A independência total foi garantida em 1918 com o Ato de união Islândia-Dinamarca. Este tratado foi seguido pelo rompimento de todos os laços políticos com a Dinamarca com a proclamação da república em 1944. 

## História antiga
Através do antigo pacto em 1262, logo após os conflitos civis da era de Sturlong 
os islandeses tinham abandonado soberania para Haakon IV, rei da Noruega. A Islândia permaneceu sob soberania norueguesa até 1380, quando a morte de Olavo IV da Noruega extinguiu a linhagem real norueguesa masculina. A Noruega (e, portanto, Islândia) tornou-se então parte da União de Kalmar, juntamente com a Suécia e a Dinamarca, com a Dinamarca como a potência dominante. Ao contrário da Noruega, a Dinamarca não precisava do peixe e da lã islandesas. Isso criou um déficit dramático no comércio da Islândia, e, como resultado, novos navios para comércio continental foram construídos. Os séculos seguintes viram a Islândia se tornar um dos países mais pobres da Europa.

## Movimento nacionalista

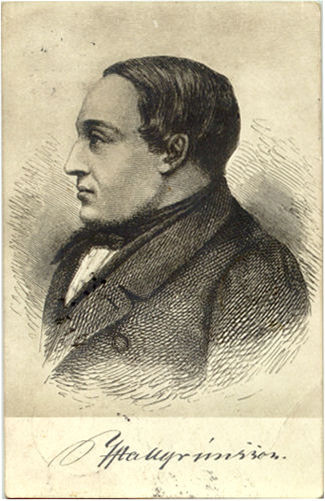
Jonas Hallgrímsson.

Em meados do século XIX uma nova consciência nacional foi revivida na Islândia, liderada por intelectuais intelectuais islandeses que estudaram na Dinamarca que foram inspirados por ideias românticas e nacionalistas da Europa continental. O mais notável deles foram os chamados Fjölnismenn - poetas e escritores para o jornal Fjölnir-Brynjólfur Pétursson, Hallgrímsson Jonas, Gíslason Konrad e Saemundsson Tómas.
Enquanto isso, um movimento de independência era desenvolvido por Jon Sigurdsson. Em 1843, um novo parlamento nacional, - o Althing - foi fundada como uma assembleia consultiva, alegando continuidade com o Althing da comunidade islandesa, que se manteve durante séculos como um órgão judicial e tinha sido abolida em 1800. Os defensores da independência da Islândia perseguiram os seus objetivos de forma pacífica, por meio de solicitação de autoridades dinamarquesas através de meios legais.
A batalha pela independência chegou ao ápice em 1851, quando os dinamarqueses tentaram impor uma nova legislação em que os pedidos dos islandeses foram ignorados. Os delegados da Islândia, sob a liderança de Jon Sigurdsson, passaram a sua própria proposta para grande desgosto de agente do rei, que dissolveu a reunião. Isto fez com que Jón e seus colegas delegados se levantassem e proferissem a frase Vér mótmælum allir ("Nós todos protestamos").
Em 1874, mil anos após o primeiro assentamento reconhecido,  a Dinamarca concedeu Islândia leis locais. Até ao final do século XIX, os vários esforços feitos em nome da Islândia tiveram seu resultado desejado. A constituição, escrita em 1874, foi revisto em 1903, e um ministro para assuntos islandês, residente em Reykjavík,que ficou responsável pelo Althing. Hannes Hafstein serviu como o primeiro ministro da Islândia a partir de 31 de janeiro de 1904 até 31 de março de 1909.
O Ato de União, firmado em 01 de dezembro de 1918 pelos islandêses e autoridades dinamarquesas, reconheceu a Islândia como um Estado plenamente soberano (o Reino da Islândia), que juntou-se com a Dinamarca em uma união pessoal com o rei dinamarquês. Islândia estabeleceu a sua própria bandeira e pediu Dinamarca para representar seus assuntos e interesses estrangeiros de defesa. A lei poderia ser até revista em 1940 e poderia ser revogada três anos depois, se o acordo não foi alcançado. 

## Fundação da República
O Althing declarou em 25 de fevereiro de 1944 que o Ato de União entre Islândia e Dinamarca de 1918 havia expirado, e que esta a declaração de uma república deveria ser feita por meio de um referendo nacional. Um referendo nacional foi também a ser realizada sobre a constituição da nova República. Estes referendos estavam a ser realizada nos dias 20-23 maio de 1944, e os resultados apresentados ao Parlamento em 16 de junho. 
O referendo começou ao meio-dia em 20 de maio, e terminou à meia-noite em 23 de maio de 1944. O jornal Morgunblaðið, em 25 de maio de 1944, relatou que a participação no referendo foi de 98%. Das 48.100 pessoas que votaram, 99,5% eram a favor de laços rompendo com a monarquia dinamarquesa, e 98,3% a favor de fundar uma república.

A celebração foi realizada na republicano Þingvellir em 17 de junho de 1944. Às 13:30, o primeiro-ministro Björn Thordarson oficialmente iniciou as celebrações, após o que uma cerimônia religiosa der realizada. A nova bandeira da República da Islândia foi levantada, e os membros do parlamento se levantaram de seus assentos, com os sinos das igrejas tocando. Os membros do parlamento votaram em seguida, sobre quem deveria ser o primeiro Presidente da República, e escolheram Sveinn Björnsson, que tinha sido regente da Islândia e espaço reservado do rei durante os anos de guerra. Sveinn assim se tornou o primeiro presidente da Islândia, e é o único não eleito diretamente pelo povo da Islândia.